# Caecilia flavopunctata
Espèce
Statut de conservation UICN

 DD  : Données insuffisantes
Caecilia flavopunctata est une espèce de gymnophiones de la famille des Caeciliidae.

## Répartition
Cette espèce est endémique de l'État d'Yaracuy au Venezuela. Elle se rencontre à Albarico en dessous de 1 000 m d'altitude.

## Publication originale
- Roze & Solano, 1963 : Resumen de la familia Caeciliidae (Amphibia: Gymnophiona) de Venezuela. Acta Biologica Venezuelica, Caracas, vol. 3, p. 287-300.